# 薛尼·盧梅
薛尼·盧梅（英語：Sidney Lumet，1924年6月25日—2011年4月9日）是一位美國電影導演，曾多次被提名奧斯卡最佳導演獎，並執導過許多經典電影。

## 作品
- 1957年：《十二怒漢》（12 Angry Men）
- 1958年：《戰國春秋（英语：Stage Struck (1958 film)）》（Stage Struck）
- 1959年：《紅杏春深》（That Kind of Woman）
- 1960年：《逃亡者》（That Kind of Woman）
- 1962年：
  - 《橋下情仇（英语：A View from the Bridge (film)）》（A View from the Bridge）
  - 《長夜漫漫路迢迢（英语：Long Day's Journey into Night (1962 film)）》（Long Day's Journey into Night）
- 1964年：
  - 《典当商》（The Pawnbroker）
  - 《奇幻核子戰（英语：Fail Safe (1964 film)）》（Fail Safe）
- 1965年：《山丘戰魂（英语：The Hill (1965 film)）》（The Hill）
- 1966年：
  - 《八個夢（英语：The Group (film)）》（The Group）
  - 《倫敦間諜戰》（The Deadly Affair）
- 1968年：
  - 《再見了勇敢的人》（Bye Bye Braverman）
  - 《海鷗》（The Sea Gull）
- 1969年：《疑妻記》（The Appointment）
- 1970年：《遠離莫比爾》（Last of the Mobile Hot Shots）
- 1971年：《大盜鐵金剛》（The Anderson Tapes）
- 1972年：《孩童遊戲（英语：Child's Play (1972 film)）》（Child's Play）
- 1973年：
  - 《突擊者》（The Offence）
  - 《衝突》（Serpico）
- 1974年：
  - 《愛你，茉莉》（Lovin' Molly）
  - 《東方快車謀殺案》（Murder on the Orient Express）
- 1975年：《熱天午後》（Dog Day Afternoon）
- 1976年：《電視台風雲》（Network）
- 1977年：《戀馬狂（英语：Equus (film)）》（Equus）
- 1978年：《新綠野仙蹤》（The Wiz）
- 1980年：《勇奪芳心》（Just Tell Me What You Want）
- 1981年：《城市王子》（Prince of the City）
- 1982年：
  - 《死亡計中計（英语：Deathtrap (film)）》（Deathtrap）
  - 《大審判》（The Verdict）
- 1983年：《丹尼爾（英语：Daniel (1983 film)）》（Daniel）
- 1984年：《我愛嘉寶》（Garbo Talks）
- 1986年：
  - 《競選風雲（英语：Power (1986 film)）》（Power）
  - 《清晨之後（英语：The Morning After (1986 film)）》（The Morning After）
- 1988年：《不設限通緝（英语：Running on Empty (1988 film)）》（Running on Empty）
- 1989年：《家族企業（英语：Family Business (1989 film)）》（Family Business）
- 1990年：《鐵案風雲（英语：Q & A (film)）》（Q & A）
- 1992年：《終極女郎》（A Stranger Among Us）
- 1993年：《戰慄情謀》（Guilty as Sin）
- 1996年：《夜落曼哈頓》（Night Falls on Manhattan）
- 1997年：《醫院人生（英语：Critical Care (film)）》（Critical Care）
- 1999年：《女煞葛洛莉（英语：Gloria (1999 American film)）》（Gloria）
- 2006年：《判我有罪（英语：Find Me Guilty）》（A View from the Bridge）
- 2007年：《在魔鬼知道你死前》（Before the Devil Knows You're Dead）

## 外部連結
- 薛尼·盧梅在互联网电影资料库（IMDb）上的資料（英文）
- 薛尼·盧梅在豆瓣上的资料（简体中文）
- 互聯網百老匯資料庫（IBDB）上薛尼·盧梅的資料（英文）
- 薛尼·盧梅在豆瓣上的资料（简体中文）
- 互联网外百老汇数据库（IOBDB）上薛尼·盧梅的資料（英文）